# William Howe
William Howe, femte vicomte Howe, (10. august 1729 – 12. juli 1814) var en engelsk general, som var de britiske styrkers øverstkommanderende under den amerikanske uafhængighedskrig og en af de tre Howe-brødre. Han blev adlet efter sin succes i 1775 og blev dermed Sir William. Han arvede dog først grevskabet efter sin brors død i 1799. 
Howes meritter i uafhængighedskrigen var præget af det mislykkede forsøg på at tage Boston og den vellykkede erobring af New York City og Philadelphia, selv om sidstnævnte medførte det kostbare nederlag i slaget ved Saratoga, som skulle trække Frankrig ind i krigen.
Howe blev født i England som den tredje søn af Emmanuel Howe, den anden greve Howe, og Mary Sophia, datter af Sophia Charlotte von Platen-Hallermund, baronesse Kielmansegge og grevinde af Darlington, en halvsøster af kong Georg I. Denne forbindelse med tronen kan have hjulpet hans tre sønners karriere, men alle var også dygtige officerer. Williams ældste bror var general George Howe, tredje greve Howe, som blev dræbt ved Ticonderoga i 1758. Den anden bror var admiral Richard Howe som sluttede sig til ham i Amerika under revolutionen.